# Hiếu Kính Hiến Hoàng hậu
Hiếu Kính Hiến Hoàng hậu (chữ Hán: 孝敬憲皇后; tiếng Mãn: ᡥᡳᠶᠣᠣᡧᡠᠩᡤᠠ
 ᡝᠩᡤᡠᠨ
 ᡨᡝᠮᡤᡝᡨᡠᠯᡝᡥᡝ
 ᡥᡡᠸᠠᠩᡥᡝᠣ, Möllendorff: hiyoošungga enggun temgetulehe hūwangheo, Abkai: hiyouxungga enggun temgetulehe hvwangheu; 28 tháng 6, năm 1681 - 29 tháng 10, năm 1731), là Hoàng hậu duy nhất tại vị của Thanh Thế Tông Ung Chính Hoàng đế.
Là nguyên phối thê tử của Ung Chính Đế, Hiếu Kính Hiến Hoàng hậu được trọng vọng không chỉ bởi xuất thân cao quý mà còn vì khả năng chủ trì lục cung, mẫu nghi thiên hạ. Đặc biệt, căn cứ tuổi tác và tư lịch, Hiếu Kính Hiến Hoàng hậu là vị tiêu phòng thanh mai trúc mã của Ung Chính Đế, cùng ông trải qua những năm cuối thời Khang Hi tranh đoạt Hoàng vị. Từ đây có thể thấy được, địa vị của Hiếu Kính Hiến Hoàng hậu dẫu không phải ân ái sâu sắc, nhưng cũng là cực kì kính nể.
Trong lịch sử Đại Thanh, Hiếu Kính Hiến Hoàng hậu là vị Hoàng hậu nguyên phối đầu tiên được ["hợp táng"] một mình cùng với Hoàng đế, do Hiếu Thánh Hiến Hoàng hậu được táng vào lăng mộ riêng biệt tại Thanh Tây lăng. Trong Thái lăng, tuy cũng có Đôn Túc Hoàng quý phi Niên thị được táng cùng Đế - Hậu, song do chỉ là phi tần, địa vị hoàn toàn bất đồng.

## Tiểu sử

### Xuất thân đại tộc

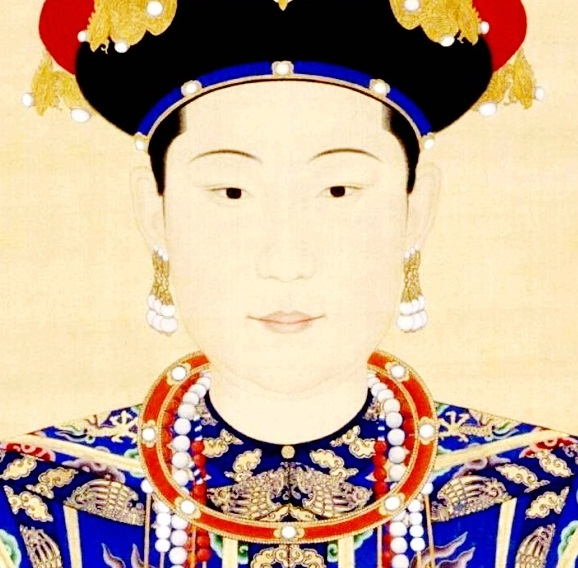
Hiếu Kính Hiến Hoàng hậu Ô Lạp Na Lạp thị.

Hiếu Kính Hiến Hoàng hậu Na Lạp thị sinh ngày 13 tháng 5 (âm lịch) năm Khang Hi thứ 20, xuất thân từ gia tộc Ô Lạp Na Lạp thị của Hải Tây Nữ Chân cổ đại, nguyên kỳ tịch là Mãn Châu Chính Hoàng kỳ.
Căn cứ theo thông tin từ Mãn Châu Bát kỳ thị tộc thông phổ (八旗满洲氏族通谱), tổ tiên của Hiếu Kính Hiến Hoàng hậu là Đại bộ chủ thứ 4 của Hỗ Luân quốc tên Đô Nhĩ Hi (都尔希), sinh ra trưởng tử tên Ngạch Diệc Thương Cổ (额亦商古), khởi thủy của nhánh gia tộc của Hiếu Kính Hiến Hoàng hậu. Ô Lạp Na Lạp thị, tức [Dòng họ Na Lạp thị ở đất Ô Lạp], vốn là một dòng họ lâu đời. Thủy tổ Đô Nhĩ Hi là hậu duệ của Nạp Tề Bố Lộc (纳齐布禄) - tương truyền là dòng dõi của hoàng tộc nhà Kim, khai sinh ra [Hỗ Luân quốc; 扈伦国]. Theo tiến trình lịch sử, Hỗ Luân quốc diệt vong, nhánh lớn của Đô Nhĩ Hi là Ngạch Diệc Thương Cổ không ghi lại, nhưng nhánh nhỏ Cổ Đối Châu Nhan (古对珠颜) là Bố Nhan về sau khai sinh ra Ô Lạp bộ tộc, một trong Hải Tây Nữ Chân.
Tằng tổ Thấu Nột Ba Đồ Lỗ (透讷巴图鲁), sinh ra tổ phụ của Hiếu Kính Hiến Hoàng hậu gọi Bác Hô Sát (博瑚察), lúc này thì Bác Hô Sát đã là tằng tôn của Ngạch Diệc Thương Cổ. Vào đầu thời Hậu Kim, Bác Hô Sát đã quy phụ, nhậm chức Tá lĩnh. Trưởng tử của Bác Hô Sát tên Nặc Mục Tề (诺穆齐), kế nhậm Tá lĩnh, còn con thứ của Bác Hô Sát tên Phí Dương Cổ (費揚古), nhận mệnh Thanh Thái Tông làm Bao y, vào cung sinh hoạt, dần lên [Nhị đẳng Thị vệ] do lập nhiều quân công. Vị Phí Dương Cổ này chính là sinh phụ của Hiếu Kính Hiến Hoàng hậu. Vào thời sau, Phí Dương Cổ lại thăng [Kỵ đô úy], Hộ quân Thống lĩnh, Nội vụ phủ Đại thần. Do đó, Phí Dương Cổ quy bổn kỳ, xóa bỏ thân phận Bao y, lại thăng Nhất phẩm Bộ quân Thống lĩnh, kiêm tước [Nhất Vân kỵ úy; 一雲騎尉]. Sau khi mất, người cháu Phú Tồn (富存) tập [Kỵ đô úy], kiêm Nhất Vân kỵ úy, tiếp nhận chức vị Nhị đẳng Thị vệ. Chính thê của Phí Dương Cổ là Đa La cách cách Giác La thị, thuộc dòng dõi của Nỗ Nhĩ Cáp Xích, là con gái của Bối tử Mục Nhĩ Hỗ (穆尔祜) - cháu 3 đời của Phế Thái tử Chử Anh. Không rõ sinh mẫu của bà, song theo nhiều biểu hiện thì bà được Đích mẫu Giác La thị nuôi dạy.

### Ung vương Đích phi
Năm Khang Hi thứ 30 (1691), do Khang Hi Đế chỉ định, Na Lạp thị thành thân với Hoàng tứ tử Dận Chân và được sắc phong thành Đích Phúc tấn. Lúc này Dận Chân được 13 tuổi, còn Na Lạp thị chỉ mới 10 tuổi. Năm thứ 33 (1694), Khang Hi Đế ban phủ đệ cho Hoàng tứ tử Dận Chân, là Ung Hòa cung, đương thời gọi ["Tứ gia phủ"].
Năm Khang Hi thứ 36 (1697), ngày 26 tháng 3 (tức ngày 17 tháng 4 dương lịch), Na Lạp thị sinh hạ Hoằng Huy (弘晖), là con trai đầu tiên của Hoàng tử Dận Chân. Sang năm sau (1698), Dận Chân được ban tước Đa La Bối lặc (多罗贝勒), một trong "Nhập bát phân tước vị" của hệ thống tước hiệu hoàng thất. Việc một Hoàng tử được phong tước khi Hoàng đế còn sống, đối với thời kỳ Khang Hi vẫn là tương đối hiếm thấy. Ngay 1 năm sau khi Đích Phúc tấn hạ sinh Hoằng Huy, Khang Hi Đế liền gia phong cho Dận Chân, có thể nhìn ra hai chuyện này có liên quan.
Năm Khang Hi thứ 43 (1704), ngày 6 tháng 6 (tức ngày 17 tháng 8 dương lịch), Hoằng Huy qua đời khi 8 tuổi, nhập táng Hoàng Hoa sơn ở Thanh Đông lăng. Sau khi Hoằng Huy qua đời, Phúc tấn Na Lạp thị không còn hoài thai thêm lần nào nữa. Song, Bối lặc Dận Chân là người hòa nhã, vẫn rất coi trọng Phúc tấn. Vào năm Khang Hi thứ 46 (1707), Khang Hi Đế ban cho Bối lặc Dận Chân Viên Minh Viên, Dận Chân bèn mở yến tiệc mời Hoàng đế dùng bữa, trong đó Na Lạp thị hầu yến. Năm thứ 48 (1709), Khang Hi Đế gia phong Dận Chân tước vị Hòa Thạc Ung Thân vương (和碩雍親王).
Địa vị nhóm Phúc tấn của Hoàng tử thời Thanh, trên cơ bản lấy thân phận Hoàng tử của chồng làm nền tảng, mà thân phận của Tông Thất lấy quan hệ của bản thân đối với quân chủ mà luận, trong đó Hoàng tử - dù thụ tước hay chưa - vẫn là nhóm thành viên cao nhất. Điều này có nghĩa rằng bất luận người đó có thưởng tước hiệu hay chưa thì vẫn là địa vị Hoàng tử, đợi Thái tử kế vị thì mới luận theo Bối phận tước hiệu mà trên dưới khác nhau. Có thể nói, từ khi Dận Chân là "Bối lặc" đến khi trở thành "Ung Thân vương", thì Na Lạp thị vẫn là hàng "Hoàng tử Phúc tấn" cao nhất trong hoàng gia, cao hơn nhóm "Vương tước Phúc tấn" là vợ các Thân vương cùng Quận vương.

## Hoàng hậu Đại Thanh
Năm Khang Hi thứ 61 (1722), ngày 13 tháng 11 (tức ngày 20 tháng 12 dương lịch), Khang Hi Đế băng hà. Sang ngày 20 tháng 11 (tức ngày 27 tháng 12 dương lịch), Ung Thân vương Dận Chân lên ngôi, tức [Ung Chính Đế].
Năm Ung Chính nguyên niên (1723), ngày 4 tháng 2 (tức ngày 10 tháng 3 dương lịch), ra chỉ dụ sách lập Đích Phúc tấn Na Lạp thị làm Hoàng hậu. Lời dụ năm đó viết:
- 「教化之始，实赖宫内辅佐。人伦之本首在正坤道，此天地之定礼，帝王等永恒之理。嫡福晋那拉氏，风姿品德天赋之声誉卓著，尽孝敬承欢，颁布恩慈仁爱下人，既助帝之盛，宫显封中宫，应立为皇后，以展官内教化，钦此。朕钦遵慈训，册立嫡福晋为皇后，应行之礼仪，尔部详查具奏。特谕」
- Khởi đầu của giáo hóa, chính là nằm ở phụ tá nội cung. Căn bản của nhân luân nằm ở đạo chính của quẻ Khôn, như vậy cái định lễ của thiên địa, cũng là cái cốt vĩnh hằng của bậc Đế vương. Đích Phúc tấn Na Lạp thị, phong tư phẩm đức thiên phú đã nổi danh, tẫn hiếu kính thừa hoan, ban bố ân từ nhân ái xuống hạ nhân. Kí trợ sự nghiệp Đế vương, xứng vị Trung cung, đáng được lập làm Hoàng hậu, để thi hành giáo hóa chốn quan nội. Khâm thử. Trẫm khâm tuân Từ huấn, sách lập Đích Phúc tấn làm Hoàng hậu. Các điển lễ nên tiến hành, dụ Nội các cùng nhau thảo luận. Đặc dụ!

Sang ngày 21 tháng 12 (tức ngày 17 tháng 1 năm 1724), lấy Thái bảo Lại bộ Thượng thư Long Khoa Đa làm Chính sứ, Lãnh thị vệ Nội đại thần Mã Võ (马武) làm Phó sứ, chính thức tuyên sách Ung Thân vương Đích phi Na Lạp thị làm Hoàng hậu. Chiếu cáo thiên hạ.
Sách văn rằng:
| “                                             | 朕惟道原天地，乾始必赖乎坤成，化洽家邦，外治恒资乎内职，既应符而作配，宜正位以居尊。咨尔嫡妃那拉氏，祥钟华胄，秀毓名门，温惠秉心，柔嘉表度，六行悉备，久昭淑德。于宫中四教弘宣，允合母仪于天下。曾奉皇太后慈命，以册宝册立尔为皇后，尔其承颜思孝，务必敬而必诚，逮下为仁，益克勤克俭，恪共祀事。聿观福履之成，勉嗣徽音，用赞和平之治。钦哉。 ... Trẫm duy đạo nguyên thiên địa, càn thủy tất lại hồ khôn thành, hóa hiệp gia bang, ngoại trị hằng tư hồ nội chức, kí ứng phù nhi tác phối, nghi chính vị dĩ cư tôn. Tư nhĩ Đích phi Na Lạp thị, tường chung hoa trụ, tú dục danh môn, ôn huệ bỉnh tâm, nhu gia biểu độ, lục hành tất bị, cửu chiêu thục đức. Vu cung trung tứ giáo hoằng tuyên, duẫn hợp mẫu nghi vu thiên hạ. Tằng phụng Hoàng thái hậu từ mệnh, dĩ Sách bảo, sách lập nhĩ vi Hoàng hậu. Nhĩ kỳ thừa nhan tư hiếu, vụ tất kính nhi tất thành, đãi hạ vi nhân, ích khắc cần khắc kiệm, khác cộng tự sự. Duật quan phúc lí chi thành, miễn tự huy âm, dụng tán hòa bình chi trị. Khâm tai | ” |
| — Chiếu tấn Đích phi Na Lạp thị làm Hoàng hậu | |   |

Phụ thân của Hoàng hậu là Phí Dương Cổ được truy phong làm [Nhất đẳng Thừa Ân công; 一等承恩公], mẫu thân Giác La thị được truy phong làm [Đa La Cách cách; 多罗格格]. Truy phong tằng tổ phụ và tổ phụ tước [Nhất đẳng Công], tằng tổ mẫu làm [Nhất phẩm Phu nhân], cấp cáo mệnh cho con cháu thừa tước [Nhất đẳng Hầu; 一等侯], thế tập truyền đời. Sang năm Ung Chính thứ 4 (1726), em trai của Hoàng hậu là Ngũ Cách (五格) được thừa tước.
Thời Ung Chính, Hoàng đế sủng ái Đôn Túc Hoàng quý phi Niên thị, là em gái của Niên Canh Nghiêu, thế nhưng cũng không vì thế mà ông để Hoàng hậu Na Lạp thị chịu thiệt thòi xem nhẹ. Theo ghi chép của linh mục Étienne Souciet chứng kiến lễ sách lập của Hoàng hậu Na Lạp thị, lễ này không quá hoành tráng do đang vướng tang kỳ của Khang Hi Đế. Bản thân Ung Chính Đế rất tự hào về dòng dõi của Hoàng hậu, tiểu thư của một gia tộc có đại công cho triều đình. Khi các ngoại thần đến hành lễ, Quý phi Niên thị cũng nhận được lễ bái của các Công chúa, Mệnh phụ trong lễ Khánh hạ do được sách phong cùng ngày sách lập Hoàng hậu. Sang năm thứ 3 (1725), đã hết tang kỳ của Khang Hi Đế, triều đình làm lễ gia viên, ý là muốn trang trọng chúc mừng sách lập Hoàng hậu, nhân đó có ý muốn bái lạy Quý phi do đại điển lập Hậu từng bái kiến qua. Nhưng Ung Chính Đế khước từ và nói chúc mừng Hoàng hậu sách lập thì chỉ nên có Hoàng hậu được hưởng, Quý phi chỉ là tần phi, làm sao có thể hưởng thụ được. Điều này có thể nhìn ra, Ung Chính Đế đối với Hoàng hậu Na Lạp thị vẫn có sự tôn trọng nhất định. Cũng trong năm này, Ung Chính Đế từng ["Y chiếu cổ lệ"; 依照古例], ra chỉ ban dụ ban chẩn thưởng tiền cho phụ nữ nghèo khổ hơn 70 tuổi trong cả nước. Theo tính toán, chỉ một tỉnh Quảng Đông, chịu ban cho 70 tuổi phụ nữ liền có 98220 người, 80 tuổi trở lên có 40893 người, gần trăm tuổi 3453 người. Đây dường như là lần duy nhất mà triều Thanh ra loại chỉ dụ ban thưởng đặc biệt này.
Trong hậu cung, địa vị của bà rất chắc chắn. Căn cứ theo những sách văn mà Ung Chính Đế viết về bà, có thể thấy ngay cả khi Khang Hi Đế cùng Hiếu Huệ Chương Hoàng hậu và Hiếu Cung Nhân Hoàng hậu còn sống, Na Lạp thị đã có tiếng hiếu thảo, mọi sự chu toàn, nhận được sự yêu thích của các trưởng bối trong nội đình. Đối với người dưới, Na Lạp thị được nhận xét [Khoan đại nhân từ; 宽大仁慈], lưu truyền đức tốt.
Tình cảm của bà với Ung Chính Đế, tuy hay bị đánh giá là có Quý phi Niên thị xen ngang đoạt hết sủng ái, song trên thực tế thực sự là tốt đẹp. Khoảng năm Ung Chính thứ 6 (1728), tháng 4, Hoàng hậu ngẫu nhiên cảm phong hàn, Ung Chính Đế liền mệnh Ngô Khiêm vì Hoàng hậu mà chữa trị, mấy ngày sau không thấy khởi sắc, Ung Chính Đế triệu hỏi Ngô Khiêm thì vị Ngự y này sắc mặt bình thản không sợ hãi, tựa như không phải điều quan trọng, và Hoàng đế lập tức giao bộ Hình xét xử, lại tịch thu gia sản của Ngô Khiêm cho Thái y viện. Sau, Ngô Khiêm bị Ung Chính Đế miễn tội chết, song bắt phải chữa bệnh cho phạm nhân trong tù. Cùng năm ngày 12 tháng 5 (âm lịch), chỉ dụ:["Hoàng hậu thân thể không khoẻ, nay tuy hơi đỡ, thân thể vẫn còn hư nhược, lại gặp ngày trai, không tiện mua vui"; 皇后身体违和，今虽稍愈，尚觉软弱，又逢斋戒之日，不便作乐].

## Qua đời
Năm Ung Chính thứ 9 (1731), ngày 29 tháng 9 (âm lịch), Hoàng hậu Na Lạp thị qua đời tại Sướng Xuân viên (畅春园), thọ 51 tuổi.
Nghe tin Hoàng hậu Na Lạp thị băng thệ, Ung Chính Đế đau buồn. Theo đó, Ung Chính Đế nghỉ triều 5 ngày, mệnh chư Vương, Bối lặc, Quan văn quan võ, Công chúa, Phúc tấn cùng các Mệnh phụ có Cáo mệnh lập tức từ Bắc Kinh về Sướng Xuân viên chịu tang Hoàng hậu, cầm phục 27 ngày. Kim quan của bà tạm quàn tại Cửu Kinh Tam Sự điện (九经三事殿) - chính điện lớn của Sướng Xuân viên, và cũng là nơi Khang Hi Đế sinh thời từng ở.
Chư đại thần thương nghị, lấy tang lễ Hoàng hậu nhà Minh cử hành, chọn hai vị Hoàng tử chưa có tước vị (tức Hoằng Lịch và Hoằng Trú) sớm chiều tế điện cùng ngộ tế cho Đại Hành Hoàng hậu, nhưng Ung Chính Đế khước từ vì muốn đích thân trí tế. Ngày 3 tháng 10 năm đó, Ung Chính Đế bèn ra chỉ dụ, trong đó đại ý:"Hoàng hậu tuổi trẻ khi xưa, phụng mệnh Hoàng khảo (Thanh Thánh Tổ), tác phối với trẫm. Kết li tới nay, hơn 40 năm, hiếu thuận cung kính, thủy chung nhất trí. Trẫm điều trị quanh năm, nay bệnh đã khỏi, nếu đích thân tới tang nghi, sợ tức cảnh bi thương, ảnh hưởng không tốt cho việc điều dưỡng. Thế nhưng Hoàng hậu tang sự, quốc gia điển nghi tuy đủ, mà trẫm lễ nghĩa chưa chu đều không phải lẽ. Cân nhắc nặng nhẹ, các khanh bàn định xem mà sắp xếp cho đúng ý trẫm, sau đó tấu lại cho trẫm".
Sang ngày 4 tháng 10, định thụy hiệu cho Đại Hành Hoàng hậu, Ung Chính Đế lại ra một chỉ dụ. Nội dung:
- [甲午。谕礼部。皇后那拉氏作配朕躬。经四十载。奉事皇祖妣孝惠章皇后皇考圣祖仁皇帝皇妣孝恭仁皇后克尽孝忱。深蒙慈爱。服膺朕训。历久而敬德弥纯。懋著坤仪。正位而小心益至。居身节俭。待下宽仁。慈惠播于宫闱。柔顺发于诚悃。昔年藩邸。内政聿修。九载中宫。德辉愈耀。兹于雍正九年九月二十九日崩逝。惓惟壸职。襄赞多年。追念懿徽。良深痛悼。宜加称谥。以永休光。著内阁翰林院拟奏应行典礼。尔部详察以闻。寻大学士等议奏、恭惟大行皇后肃雍德懋。慈惠性成。孝道尽于庭闱蒙圣心之慈爱。内则修于中阃。佐帝治以勤劳。至敬允合乎坤仪。厚德祗承夫乾健谨按谥法。慈惠爱亲曰孝。夙兴恭事曰敬。恭拟皇后尊谥曰孝敬皇后。得上□日、依议]
- Ngày Giáp Ngọ. Dụ Lễ bộ. Hoàng hậu Na Lạp thị, tác phối với trẫm. Hơn bốn mươi năm nay, Phụng sự Hoàng tổ tỉ Hiếu Huệ Chương Hoàng hậu, Hoàng khảo Thánh Tổ Nhân Hoàng đế cùng Hoàng tỉ Hiếu Cung Nhân Hoàng hậu nhiều năm, luôn làm tròn hiếu tâm tỉ mỉ. Đạt được yêu quý từ các lão nhân gia, hết lòng yểu huấn đạo của trẫm. Từ thuở nhỏ nàng đã kính đức di thuần, có tướng khôn nghi, đến khi chính vị Trung cung vẫn tiếp tục đức tốt, bản thân luôn tiết kiệm từ tốn, lại khoản đãi hạ nhân. Tâm từ huệ thống lĩnh chốn cung vi, tính nhu thuận là cơ sở huấn thành. Từ khi còn ở Phiên để, nội chính đã chỉnh tề. Lâu năm tại vị Trung cung, đức độ sáng ngời. Ngày 29 tháng 9 năm Ung Chính thứ 9, bất hạnh mà băng thệ. Quyền duy khổn chức. Tương tán đa niên. Truy niệm ý huy. Lương thâm thống điệu. Nghi gia xưng thụy, để biểu tỏ đức tốt của nàng. Dụ Nội các Hàn Lâm viện nghĩ tấu điển lễ nên làm.
Nay các Nghị sự đại thần tâu: "Cung duy Đại Hành hoàng hậu túc ung đức mậu. Từ huệ tính thành. Hiếu đạo tẫn vu đình vi mông thánh tâm chi từ ái. Nội tắc tu vu trung khổn. Tá đế trị dĩ cần lao. Chí kính duẫn hợp hồ khôn nghi. Hậu đức chi thừa phu càn kiện cẩn án thụy pháp. Từ huệ ái thân viết Hiếu, Túc hưng cung sự viết Kính. Cung nghĩ Đại Hành Hoàng hậu tôn thụy viết Hiếu Kính Hoàng hậu".

Ngày 10 tháng 12 (tức ngày 7 tháng 1 năm 1732 dương lịch), Ung Chính Đế mệnh Hiển Thân vương Diễn Hoàng, lấy con trai Phế Thái tử Dận Nhưng là Lý Thân vương Hoằng Tích cầm sách bảo, tuyên chiếu ban thụy phong cho Hiếu Kính Hoàng hậu.
Sách thụy văn viết:
| “                                        | 地宏厚载，承乾道以时行，月炳阴辉，助曦轮而垂照。正位，彰母仪之盛化茂周南，褆躬备妇德之全名高妫汭。式稽令典，宜表徽称皇后那拉氏毓质粹和，秉心柔顺，兰闺佩训，蹈女史之规型。朱邸来嫔娴天潢之礼度。问安内殿，尽孝谨于先皇，侍宴禁闱，奉懽愉于母后。逮登大宝，爰陟坤宁。处贵逾谦，居尊弥懋。深怀恪敬，凛夙夜于椒庭。永念兢勤，赞儆咨于黼座。恩流九御，颂樛木之慈仁，俭率六宫。敦葛覃之澹约，袆衣肃穆，方期福履之绥。璜佩渺茫，忽感音容之永隔。乃颂纶命聿诏近臣，考谥法之相符，询佥谋而惟允，特以册宝谥曰孝敬皇后。于戏！播鸿声于万国，采焕金函扬徽行于千秋。光腾瑶牒，祗膺宠贲。用具哀荣。 . Đại Hoành hậu tái, thừa càn đạo dĩ thời hành, nguyệt bỉnh âm huy, trợ hi luân nhi thùy chiếu. Chính vị, chương mẫu nghi chi thịnh hóa mậu chu nam, đề cung bị phụ đức chi toàn danh cao quỳ nhuế. Thức kê lệnh điển, nghi biểu huy xưng. Hoàng hậu Na Lạp thị, dục chất túy hòa, bỉnh tâm nhu thuận, lan khuê bội huấn, đạo nữ sử chi quy hình. Chu để lai tần nhàn thiên hoàng chi lễ độ. Vấn an nội điện, tẫn hiếu cẩn vu tiên hoàng, thị yến cấm vi, phụng hoàn du vu mẫu hậu. Đãi đăng đại bảo, viên trắc khôn ninh. Xử quý du khiêm, cư tôn di mậu. Thâm hoài khác kính, lẫm túc dạ vu tiêu đình. Vĩnh niệm căng cần, tán cảnh tư vu phủ tọa. Ân lưu cửu ngự, tụng cù mộc chi từ nhân, kiệm suất lục cung. Đôn cát đàm chi đạm ước, huy y túc mục, phương kỳ phúc lí chi tuy. Hoàng bội miểu mang, hốt cảm âm dung chi vĩnh cách. Nãi tụng luân mệnh duật chiếu cận thần, khảo thụy pháp chi tương phù, tuân thiêm mưu nhi duy duẫn, đặc dĩ sách bảo thụy viết Hiếu Kính Hoàng hậu. Vu hí! Bá hồng thanh vu vạn quốc, thải hoán kim hàm dương huy hành vu thiên thu. Quang đằng dao điệp, chi ưng sủng bí. Dụng cụ ai vinh. | ” |
| — Hiếu Kính Hoàng hậu thụy hiệu sách văn | |   |

Ngày 11 tháng 12 (tức ngày 8 tháng 1 năm 1732), lấy sách thụy Hiếu Kính Hoàng hậu ban chiếu cáo thiên hạ.
Năm Ung Chính thứ 13 (1735), ngày 21 tháng 11 (âm lịch), Càn Long Đế dâng thêm thụy hiệu cho Hiếu Kính Hoàng hậu, toàn xưng Hiếu Kính Cung Hòa Ý Thuận Chiêu Huệ Tá Thiên Dực Thánh Hiến Hoàng hậu (孝敬恭和懿順昭惠佐天翊聖憲皇后). Gọi tắt [Hiếu Kính Hiến Hoàng hậu]. Cũng khoảng thời gian này, Càn Long Đế truy tặng cả Hoằng Huy - con trai duy nhất của Hiếu Kính Hiến Hoàng hậu tước vị Đoan Thân vương (端亲王), Hoàng đế từng nói về Hoằng Huy: ["Dụ, Trẫm huynh Đại a ca, nãi Hoàng tỷ Hiếu Kính Hoàng hậu sở sinh, Trẫm đệ Bát A ca, tố vì Hoàng khảo sở chung ái, đương nhật tằng dĩ Thân vương cải táng. Kim Trẫm túc quyến thủ túc chi nghị, câu trứ truy phong Thân vương; 谕、朕兄大阿哥。乃皇妣孝敬皇后所生。朕弟八阿哥。素为皇考所钟爱当日曾以亲王殡葬. 今朕眷念手足之谊。俱著追封亲王].
Năm Càn Long thứ 2 (1737), ngày 2 tháng 3 (âm lịch), Hiếu Kính Hiến Hoàng hậu được hợp táng cùng Ung Chính Đế vào trong trong Thái lăng (泰陵), thuộc Thanh Tây lăng.
Thụy hiệu của bà qua các triều Gia Khánh, Đạo Quang đều được dâng thêm, dần đầy đủ là Hiếu Kính Cung Hòa Ý Thuận Chiêu Huệ Trang Túc An Khang Tá Thiên Dực Thánh Hiến Hoàng hậu (孝敬恭和懿順昭惠莊肅安康佐天翊聖憲皇后).

## Trong văn hóa đại chúng
| Năm  | Phim ảnh truyền hình                | Diễn viên       | Nhân vật                                    |
| 2011 | 《Cung tỏa tâm ngọc》               | Từ Kỳ Văn       | Ô Lạp Na Lạp Kim Chi                        |
| 2011 | 《Bộ bộ kinh tâm》                  | Mục Đình Đình   | Ô Lạp Na Lạp thị                            |
| 2012 | 《Cung tỏa châu liêm》              | Tôn Phi Phi     | Ô Lạp Na Lạp Trân Nhi                       |
| 2012 | 《Hậu cung Chân Hoàn truyện》       | không có        | Thuần Nguyên Hoàng hậu Ô Lạt Na Lạp Nhu Tắc |
| 2012 | 《Hậu cung Chân Hoàn truyện》       | Thái Thiếu Phân | Hoàng hậu Ô Lạt Na Lạp Nghi Tu              |
| 2017 | 《Hoa Lạc Cung Đình Thác Lưu Niên》 | Đàm Vĩ          | Ô Lạp Na Lạp Ngưng Tú                       |
| 2018 | 《Diên Hi công lược》               | Mã Xuân Yên     | Hiếu Kính Hiến Hoàng hậu                    |
| 2018 | 《Như Ý truyện》                    | Trần Xung       | Hoàng hậu Ô Lạt Na Lạp thị                  |